# Los utracony
Los utracony (Sorstalanság) – powieść Imre Kertésza z 1975 roku, węgierskiego laureata Literackiej Nagrody Nobla w 2002.

## Fabuła
Dzieło przedstawia autobiograficzną opowieść o obozowych doświadczeniach autora (1944–1945), który z rodzinnego Budapesztu w wieku 15 lat trafia najpierw do niemieckiego obozu koncentracyjnego Auschwitz-Birkenau, a później do obozów w Buchenwaldzie i Zeitz. Powieść pisana jest właśnie z perspektywy naiwnego, zupełnie nieświadomego piętnastolatka. Trafia on do obozu Auschwitz i do ostatniej chwili – podania mu pasiastego ubrania – wydaje mu się, że będzie pracował w fabryce, jak robił to wcześniej, dziwiąc się, że widzi wkoło tak dużo ludzi ubranych w więzienne pasiaki. Jednak i on staje się więźniem, co nie od razu do niego dociera, musi jednak zmierzyć się z rzeczywistością. Przez zaledwie cztery dni w Auschwitz dowiaduje się o krematoriach, stosach zwłok, selekcji – od której uratowało go kłamstwo na temat swojego wieku (odpowiedział, że ma sechzehn (16), choć miał o rok mniej).                  
Z Auschwitz zostaje przeniesiony do Buchenwaldu, a ostatecznie do Zeitz. Autor nie zagłębia się w opisywaniu swoich cierpień. Pisze raczej o rzeczywistości bez perspektyw i o obozowej nudzie, w której zatrzymał się czas.               
Nękany ciężkimi ranami, wycieńczony pracą, gdy przygotowuje się do śmierci, zupełnie niespodziewanie zostaje przeniesiony do Buchenwaldu, gdzie dostaje łóżko, kołdrę i poddany zostaje leczeniu. Początkowo nie potrafi w to uwierzyć, żyjąc w zupełnej nieświadomości tego, co dzieje się wokół. 
Udaje mu się przeżyć obóz (m.in. dzięki pomocy polskiego pielęgniarza), przetrwać i wrócić do Budapesztu. Nie chce jednak zapominać o tym, co się wydarzyło, jak – wydaje się – chcą zrobić inni: byli więźniowie, a także ci pozostający na wolności.